# Sant Martí de Solamal

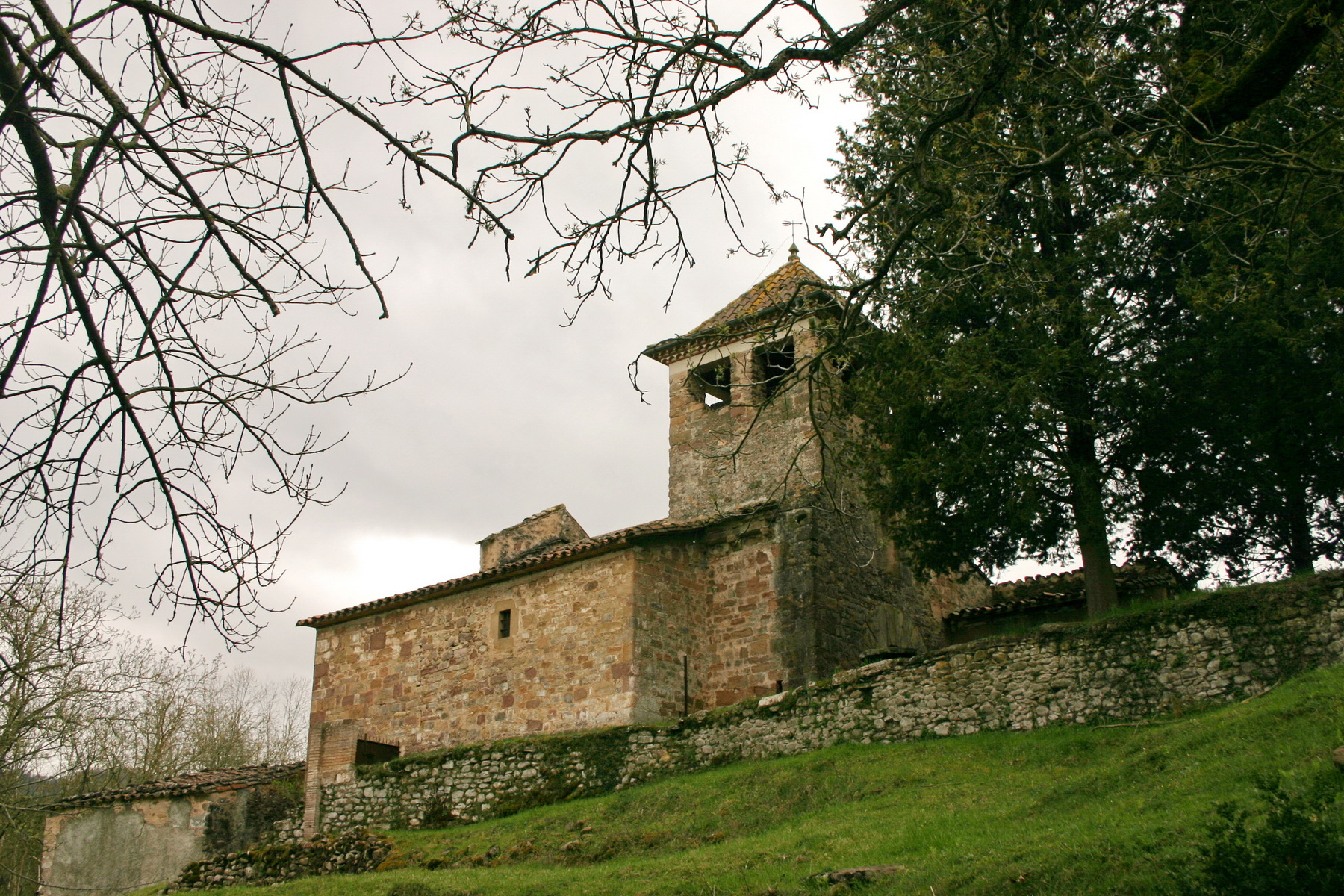
Sant Martí de Solamal

Sant Martí de Solamal (auch unter dem Namen Sant Martí de Bianya bekannt) ist eine kleine romanische Kirche in der katalanischen Provinz Girona in Spanien. Sie liegt nahe dem Weiler Sant Martí del Clot der Gemeinde Vall de Bianya, der früher auch den Namen Solamal trug.

## Architektur
Es handelt sich um eine stark modifizierte romanische Kirche, deren ältester überkommener Baubestand aus dem 12. Jahrhundert datiert.  Die Kirche wurde als einschiffiges Gebäude mit einer halbkreisförmigen Apsis errichtet. Spätere bauliche Änderungen haben die ursprüngliche Struktur der Kirche vollkommen zerstört. Der Vorgängerbau wurde erstmals im Jahr 979 erwähnt, als Graf Miró II. von Besalú, der gleichzeitig Bischof von Girona war, die Kirche an das Kloster von Camprodon verschenkte.

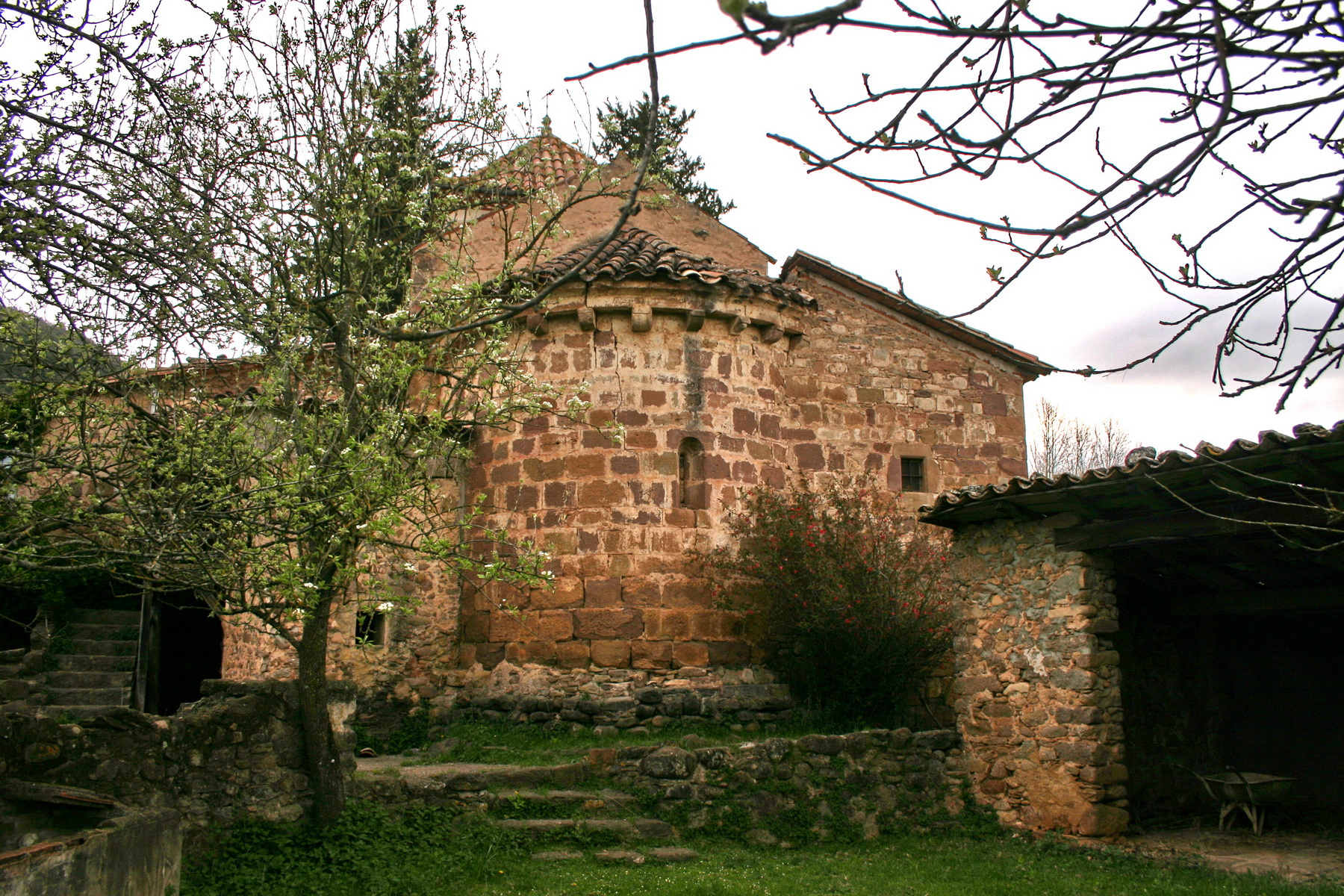
Sant Martí de Solamal (Apsis)

Die Kirche ist ein bedeutendes Beispiel einer einschiffigen, romanischen Basilika, zu der später ein Querhaus hinzugefügt wurde. In die Westfassade über dem Eingangsportal wurde im 18. Jahrhundert statt der originalen Glockenwand ein quadratischer Glockenturm integriert. Die halbkreisförmige Apsis ist mit einem umlaufenden Konsolenband verziert.

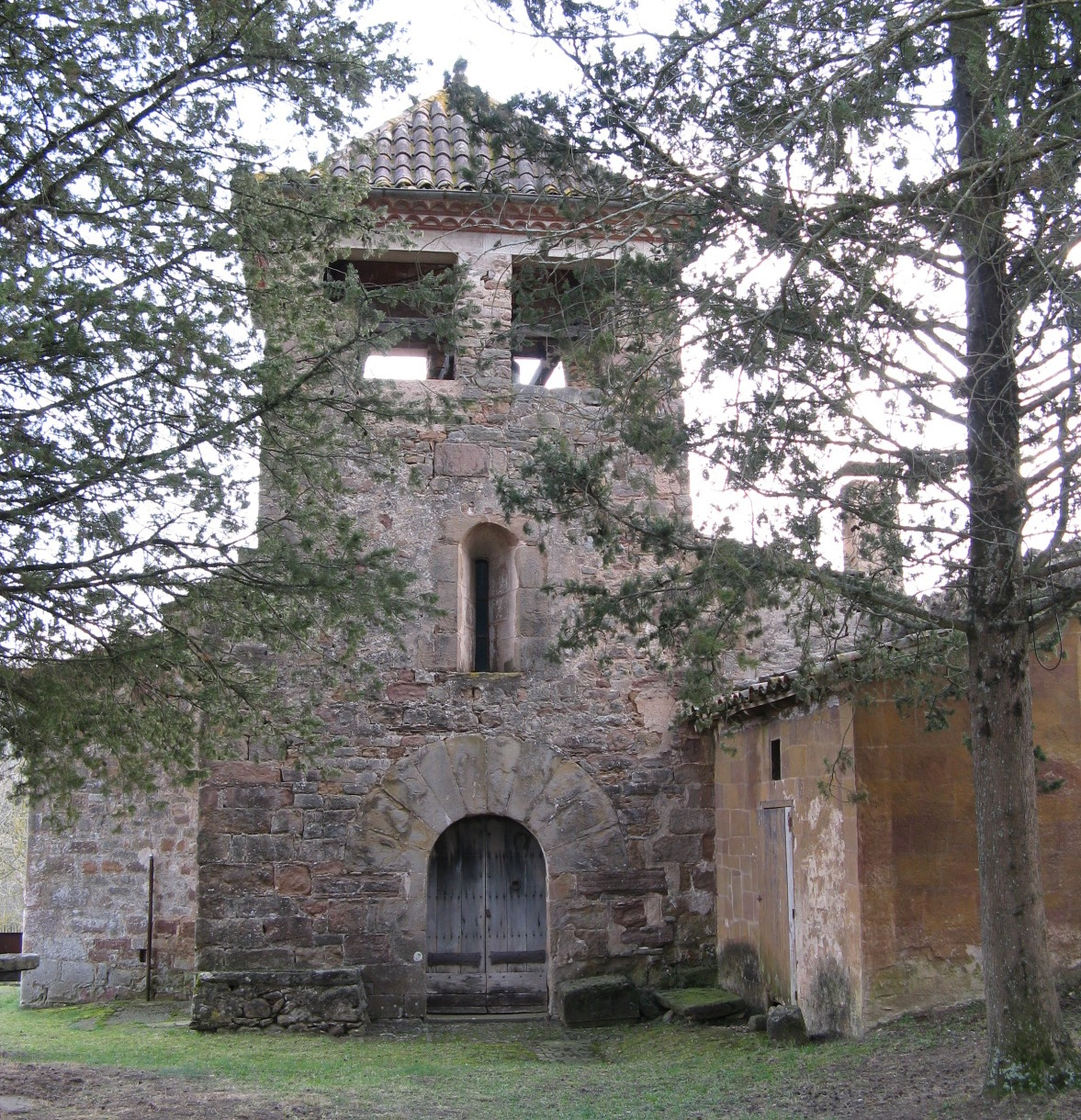
Sant Martí de Solamal (Eingangsportal und Glockenturm)

Im Innenbereich der Kirche befindet sich ein Taufbecken, das mit vier weiblichen Köpfen verziert ist.